# Taishuh
Le Taishuh (対州馬, Taishū-uma, Taishū-ma ou Taishū-ba) est une race de poney japonaise native des îles Tsushima, dans la préfecture de Nagasaki. L’élevage du cheval y est connu depuis le VIIIe siècle. 
Il n'en reste qu'un très faible nombre d'individus.

## Histoire
L'origine du Taishuh est réputée remonter au VIIIe siècle.
En 1920, sa population est estimée à plus de 4 000 poneys sur cette île.
Ces poneys ne seraient pas purement endémiques. Il y a eu métissage avec un cheval anglo-arabe prêté par la préfecture de Kagoshima en 1931. Le nombre de représentants de la race a rapidement diminué. Les causes du déclin sont à rechercher dans le changement de mode de vie des humains. Les chevaux ne sont plus indispensables avec le développement des infrastructures (routes, moyens de transport modernisés) et la diminution de la population agricole. 
Un registre généalogique est ouvert en 1979. En 2007, il ne reste plus que 65 poneys de cette race. Différentes mesures de sauvegarde sont mises en place.

## Description
Ces poneys toisent en moyenne 1,23 m ou 1,24 m, ils sont donc plus petits que les chevaux habituels. Les jambes et les pieds sont très solides. 
La race a fait l'objet d'une étude visant à déterminer la présence de la mutation du gène DMRT3 à l'origine des allures supplémentaire : cette étude n'a pas permis de détecter la présence de cette mutation chez le Taishuh ni l'existence de mentions de chevaux ambleurs parmi la race.

## Utilisations
Les poneys Taishuh étaient jadis très employés au travail pour le transport entre les villages isolés, reliés par de mauvaises routes,. Ils sont désormais surtout dévolus au sport.

## Diffusion de l'élevage
La race est propre à l'île Tsushima, et est classée comme locale et indigène du Japon. C'est une variété du poney endémique japonais. Parmi ces huit races endémiques, le Taishū-uma est la moins nombreuse, après le Miyako-uma de la préfecture d'Okinawa. La ville de Tsushima, la préfecture de Nagasaki et le Ministère de l'agriculture et de la forêt tentent de préserver la race.
Recensement des Taishū-uma en race pure élevés à Tsushima
| Année                       | 1952 | 1960 | 1970 | 1980 | 1991 | 1995 | 1998 | 2000 | 2005 | 2006 | 2007 | 2008 |
| --------------------------- | ---- | ---- | ---- | ---- | ---- | ---- | ---- | ---- | ---- | ---- | ---- | ---- |
| Nombre d'individus recensés | 2408 | 1884 | 654  | 148  | 89   | 70   | 40   | 29   | 25   | 25   | 31   | 30   |

Le Tsushima est considéré par l'étude de l'université d'Uppsala menée pour la FAO (2010) comme une race locale en danger critique d'extinction, faisant l'objet de mesures de protection.
En raison de l'âge des éleveurs, le futur de la race est très inquiétant.